# 御曹司に恋はムズすぎる
『御曹司に恋はムズすぎる』（おんぞうしにこいはムズすぎる）は、2025年1月7日から3月25日までカンテレ制作・フジテレビ系列の「火ドラ★イレブン」枠にて放送されたテレビドラマ。主演は永瀬廉。

## キャスト

### 主要人物
天堂昴（てんどう すばる）〈25〉
演 - 永瀬廉（幼少期：岩本樹起）
主人公。大手アパレルメーカー「服天」の会長の孫。幼い頃に両親が亡くなり、祖父・亘に甘やかされて育った。亘に出資してもらい起業するが3社潰し、「服天」に社員として入社させられる。
花倉まどか（はなくら まどか）〈25〉
演 - 山下美月（幼少期：照井野々花）
「服天」販売促進部 → 子供服部門 社員。昴の同僚で教育係、社員寮の隣人。真面目で堅実な努力家。超倹約家のド庶民女子。

### 服天
総資産3000億円の巨大アパレルメーカー。
草壁友也（くさかべ ともや）〈25〉
演 - 西畑大吾
昴の幼なじみで親友。子供服部門 社員。
成田理人（なりた りひと）〈34〉
演 - 小関裕太
子供服部門 プロジェクトリーダー。まどかが憧れる敏腕上司。
三上リリー（みかみ リリー）〈23〉
演 - 中村里帆
販売促進部 社員。まどかの後輩で良き相談相手。
天堂亘（てんどう わたる）〈78〉
演 - 鹿賀丈史
会長で昴の祖父。
東雲香織（しののめ かおり）〈50〉
演 - 筒井真理子
社長。店舗販売スタッフから社長まで上り詰めたやり手。
遠藤小助（えんどう こすけ）、近森大介（ちかもり だいすけ）
演 - 桜井聖、竹森千人
子供服部門 社員。2人とも眼鏡をかけている。

### その他
リチャード
演 - 芹澤興人
天堂家の執事を務めるミステリアスな男。
花倉豊
演 - 飯田基祐（第4話 - ）
まどかの父。再婚して双子の子どもが生まれたばかり。

### ゲスト

#### 第1話
天堂椿
演 - 吉澤実里
昴の亡き母。
社員
演 - 加島三起也
マスコミ
演 - 山下朱梨

#### 第4話
ひったくり
演 - 田嶋悠理
昴の鞄を盗んだひったくり犯。
被災者
演 - 内藤トモヤ、針原滋、水野直
花倉家と共に土砂災害にあった近隣住民。
まどかの異母妹
演 - 高島美桜、高島凛桜
生まれたばかりの双子。

#### 第5話
瀬沼楓
演 - 岡本夏美（第6話・第7話）
以前「服天」で働いていた女性。母親の介護をするために退職している。社員寮のまどかの隣の部屋（現在の昴の部屋）に住んでいた。

## スタッフ
- 脚本 - 大北はるか[1]
- 音楽 - はらかなこ[1]
- 主題歌 - King & Prince「HEART」（UNIVERSAL MUSIC）[15][16]
- 演出 - 本橋圭太、松本喜代美、塚田芽来[1]
- プロデューサー - 萩原崇（カンテレ）、堀智織（カンテレ）、島本講太（ストームレーベルズ）、石田麻衣（ホリプロ）、西本和史（ホリプロ）[1]
- 制作協力 - ホリプロ[1]
- 制作 - カンテレ、ストームレーベルズ[1]

## 放送日程
| 話数              | 放送日  | サブタイトル                       | サブタイトル                    | 演出       |
| 話数              | 放送日  | 本放送                             | その他                          | 演出       |
| ----------------- | ------- | ---------------------------------- | ------------------------------- | ---------- |
| 第1話             | 1月07日 | 超わがまま御曹司がド庶民に恋!      | 超わがまま御曹司が本気の恋!     | 本橋圭太   |
| 第2話             | 1月14日 | いきなり激突!雨の告白              | 御曹司生活が強制終了!近づく心   | 本橋圭太   |
| 第3話             | 1月21日 | 初めての嫉妬!ふたりの約束          | 初めての嫉妬 動き出したライバル | 本橋圭太   |
| 第4話             | 1月28日 | 彼女の忘れられない思い出!          | 二人に亀裂!忘れられない思い出   | 松本喜代美 |
| 第5話             | 2月04日 | ライバルの宣戦布告!負けられない夜  | ライバル猛追 忍び寄る怪しい影!  | 松本喜代美 |
| 第6話             | 2月11日 | 愛と波乱の共同生活!誕生日の決意    | 共同生活開始 誕生日の決意と危機 | 本橋圭太   |
| 第7話             | 2月18日 | 嵐を呼ぶライバルの正体と告白!      | 嵐を呼ぶライバルの正体と告白!   | 本橋圭太   |
| 第8話             | 2月25日 | 御曹司激突!明かされる二人の絆      | 御曹司激突!明かされる二人の絆   | 本橋圭太   |
| 第9話             | 3月04日 | 母との確執!そして親友との波乱!?    | 母親との確執 そして親友との波乱 | 松本喜代美 |
| 第10話            | 3月11日 | 20年越しの告白!親友の本当の想い    | 20年越しの親友の本当の想い!     | 塚田芽来   |
| 第11話            | 3月18日 | 最終章突入!時を超えた愛の奇跡!     | 最終章突入!時を超えた愛の奇跡!  | 本橋圭太   |
| 第12話 （最終話） | 3月25日 | 最終回!すべての想いと未来への決断! | 今夜完結!二人の未来への決断     | 本橋圭太   |

- 第3話は火曜21時枠のドラマ『アイシー〜瞬間記憶捜査・柊班〜』15分拡大放送（21:00 - 22:09）のため、15分繰り下げられ、23時15分 - 23時45分に放送された。

## 受賞
- 第28回日刊スポーツ・ドラマグランプリ 冬ドラマ[19]
  - 主演男優賞 - 永瀬廉
  - 助演男優賞 - 西畑大吾
  - 助演女優賞 - 山下美月